# Relações entre Brasil e Lituânia
As relações entre Brasil e Lituânia se referem as relações bilaterais e diplomáticas com Brasil e Lituânia. Mais de 300.000 brasileiros são descendentes de lituanos, tornando o Brasil o segundo país com a maior comunidade lituana no exterior, depois dos Estados Unidos. Ambas as nações são membros das Nações Unidas.

## História

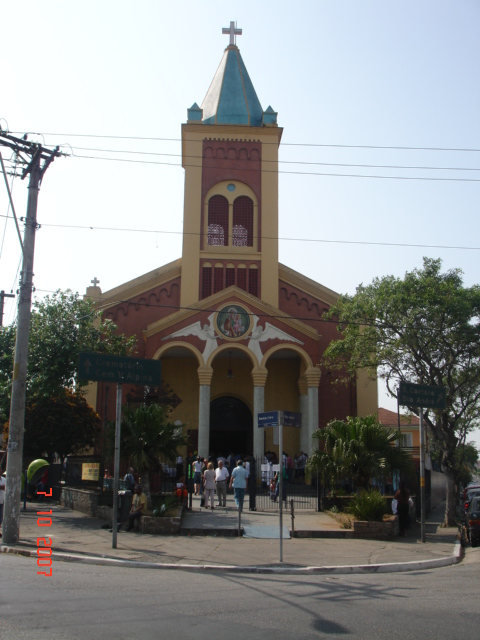
A Igreja São José foi fundada em 1936 pela Comunidade Lituana em Vila Zelina, São Paulo.

O primeiro lituano a pisar em solo brasileiro já registrado foi em 1866, foi um certo coronel Andrius Višteliauskas. Sua missão era ajudar as Forças armadas brasileiras na Guerra do Paraguai que estava acontecendo naquela época. Sua experiência no Império do Brasil deve ter influenciado as pessoas de sua terra natal, talvez por seus escritos ou talvez depois que ele viajou para casa. Portanto, alguns anos depois, um grupo de imigrantes lituanos e suas famílias chegaram ao Brasil. Em 1890, vinte e cinco famílias lituanas entraram no Brasil. Seu destino era a recém-criada colônia de Ijuí, no Rio Grande do Sul.
O Brasil reconheceu a independência da Lituânia em 5 de novembro de 1991. A Lituânia tem um consulado-geral em São Paulo e consulados em Santana de Parnaíba e no Rio de Janeiro. O Brasil está representado na Lituânia por meio de sua embaixada em Copenhagen, na Dinamarca, e tem um consulado honorário em Vilnius.